# Naturalis historia

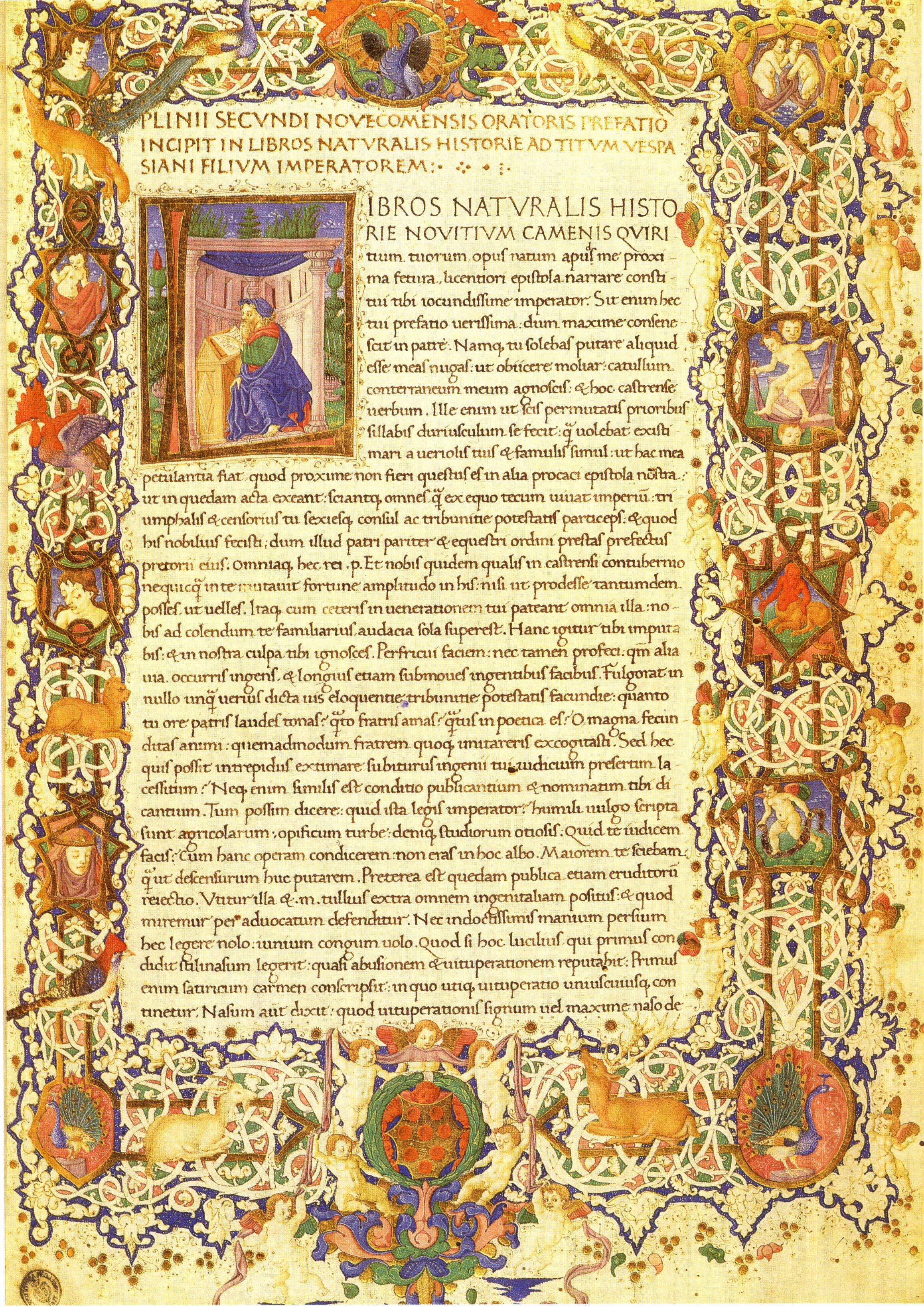
Die Naturalis historia in der Handschrift Florenz, Biblioteca Medicea Laurenziana, Plut. 82.4, fol. 3r (15. Jahrhundert)

Die Naturalis historia (auch Historia naturalis, deutsch „Naturforschung“ oder Naturgeschichte) ist eine Enzyklopädie in lateinischer Sprache des römischen Historikers und Schriftstellers Gaius Plinius Secundus (Plinius des Älteren). Die Naturalis historia behandelt Themen, die man heutzutage vor allem den Naturwissenschaften zuordnen würde, aber auch Medizin, Geographie, Kunst und weitere Themen. Es handelt sich um die älteste vollständig überlieferte systematische Enzyklopädie. Das Werk scheint beim Tod des Verfassers 79 n. Chr. noch nicht ganz fertiggestellt gewesen zu sein; allerdings deutet die auf 77 n. Chr. datierte Widmung an den späteren Kaiser Titus darauf hin, dass zumindest ein Zwischenstand des Textes zu diesem Zeitpunkt abgeschlossen war.

## Inhalt
Die Naturalis historia umfasst 37 Bücher mit insgesamt 2493 Kapiteln. Nach dem Literaturverzeichnis wurden insgesamt annähernd 500 Autoren verarbeitet. Alle 37 Bände der umfangreichen Enzyklopädie sind komplett erhalten, da sie ununterbrochen rezipiert und vervielfältigt wurde. In ihr wurde das naturkundliche Wissen um 50 n. Chr. zusammengetragen. Damit ist das Werk heute eine wichtige Quelle für die Beurteilung und Rezeption antiken Wissens.
Plinius arrangierte darin traditionelles naturwissenschaftliches Wissen griechischer Autoren wie Aristoteles, Theophrastos von Eresos und Hippokrates von Kos unmittelbar aus Handschriften und setzte es mit neuen geografischen Kenntnissen Catos, Varros, Agrippas, Mucianus’, Corbulos und anderer in Beziehung. Das Werk zeichnet sich im Besonderen durch den Aufbau aus: Es besteht aus 37 Bänden, die unabhängig voneinander verwendet werden können. Ein Band der Naturalis historia konnte somit als Handbuch für ein Fachgebiet fungieren. Die Enzyklopädie befasste sich mit den Themenbereichen Kosmographie (Buch 2), Geographie und Klimatologie (Buch 3–6), Anthropologie (Buch 7), Zoologie (Buch 8–11), Botanik (Buch 12–19), Medizin (20–32), Metallurgie und Mineralogie sowie Malerei und Kunstgeschichte (Buch 33–37).

## Gliederung
Das Gesamtwerk hat Plinius in 2493 Kapitel aufgeteilt, die er wiederum in 37 Büchern systematisch gliederte. Plinius hat die von ihm beschriebenen Wissenschaften nicht benannt. Die folgende Aufstellung folgt dem Inhaltsverzeichnis in der Anordnung, benennt die Wissenschaften aber mit den heute (2007) üblichen Bezeichnungen. In Klammern ist die Zahl der behandelten Gegenstände (Stichwörter) nach dem Inhaltsverzeichnis jedes Buches angegeben (n. a. = nicht angegeben).
- 1: Vorrede, Inhaltsverzeichnis und Quellenindex
- 2: Kosmologie, Astronomie, Meteorologie, Vulkanologie, Geologie (417)
- 3–6: Geographie und Ethnologie: Europa (n. a., geschätzt 5000), Afrika (118 Inseln, Rest n. a., geschätzt 2000), Asien (2214)
- 7: Anthropologie und Physiologie (747)
- 8–11: Zoologie: Landtiere (787), Wassertiere (650), Vögel (794), Insekten und allgemeine Zoologie (2700)
- 12–17: Botanik
  - 12: Naturkunde der Bäume (469)
  - 13: exotische Bäume (468)
  - 14: fruchttragende Bäume (510)
  - 15: Eigenschaften der fruchttragenden Bäume (520)
  - 16: Eigenschaften der wildwachsenden Bäume (1135)
  - 17: Beschaffenheit der angepflanzten Bäume (1380)
- 18: Ackerbau, Meteorologie, Zoologie (2060)
- 19: Gartenbau (1144)
- 20–32: Medizin, Pharmakologie und Fortsetzung der Botanik
  - 20–27: Pflanzenreich
    - 20: Heilmittel aus den Gartengewächsen (1606)
    - 21: Natur der Blumen und Kranzgewächse (730)
    - 22: Die Bedeutung der Pflanzen (906)
    - 23: Heilmittel aus den angepflanzten Bäumen (1418)
    - 24: Heilmittel aus den wildwachsenden Bäumen (1176)
    - 25: Beschaffenheit der von selbst wachsenden Pflanzen (1292)
    - 26: Die übrigen Heilmittel (1019)
    - 27: Die übrigen Pflanzenarten (602)

  - 28–32: Heilmittel aus dem Tierreich
    - 28: Heilmittel aus den Lebewesen (1682)
    - 29: Heilmittel aus den Tieren (621)
    - 30: Die übrigen Heilmittel aus den Tieren (854)
    - 31–32: Heilmittel aus den Wassertieren (1914)
- 33–37: Metallurgie, Mineralogie und Bildende Kunst
  - 33: Beschaffenheit der Metalle (288)
  - 34: Kupferhaltige, eisenhaltige, bleihaltige Metalle (915)
  - 35: Malerei, Plastik, Töpferkunst, Verschiedenheit der Erden (956)
  - 36: Beschaffenheit der Steine (434)
  - 37: Edelsteine (1300)

Die Gesamtzahl der behandelten Gegenstände (Stichwörter) beträgt etwa 40.000.

## Selbstzeugnisse
Plinius verwendet in seiner Vorrede den griechischen Ausdruck τῆς ἐγκυκλίου παιδείας tes enkykliou paideias, aus dem möglicherweise später das Wort Enzyklopädie entstand:

„Ich beabsichtige nun, alles das zu berühren, was die Griechen τῆς ἐγκυκλίου παιδείας nannten, was entweder noch unbekannt oder noch nicht sicher erforscht ist.“

Zum Umfang seiner Arbeit gibt Plinius an:

„Zwanzigtausend merkwürdige Gegenstände, gesammelt durch das Lesen von etwa zweitausend Büchern, unter welchen erst wenige ihres schwierigen Inhalts wegen von den Gelehrten benutzt sind, von Hundert der besten Schriftsteller, habe ich in 36 Büchern zusammengefasst, dazu aber noch vieles gefügt, wovon entweder unsere Vorfahren nichts wussten oder was das Leben erst später ermittelt hat.“

## Rezeption

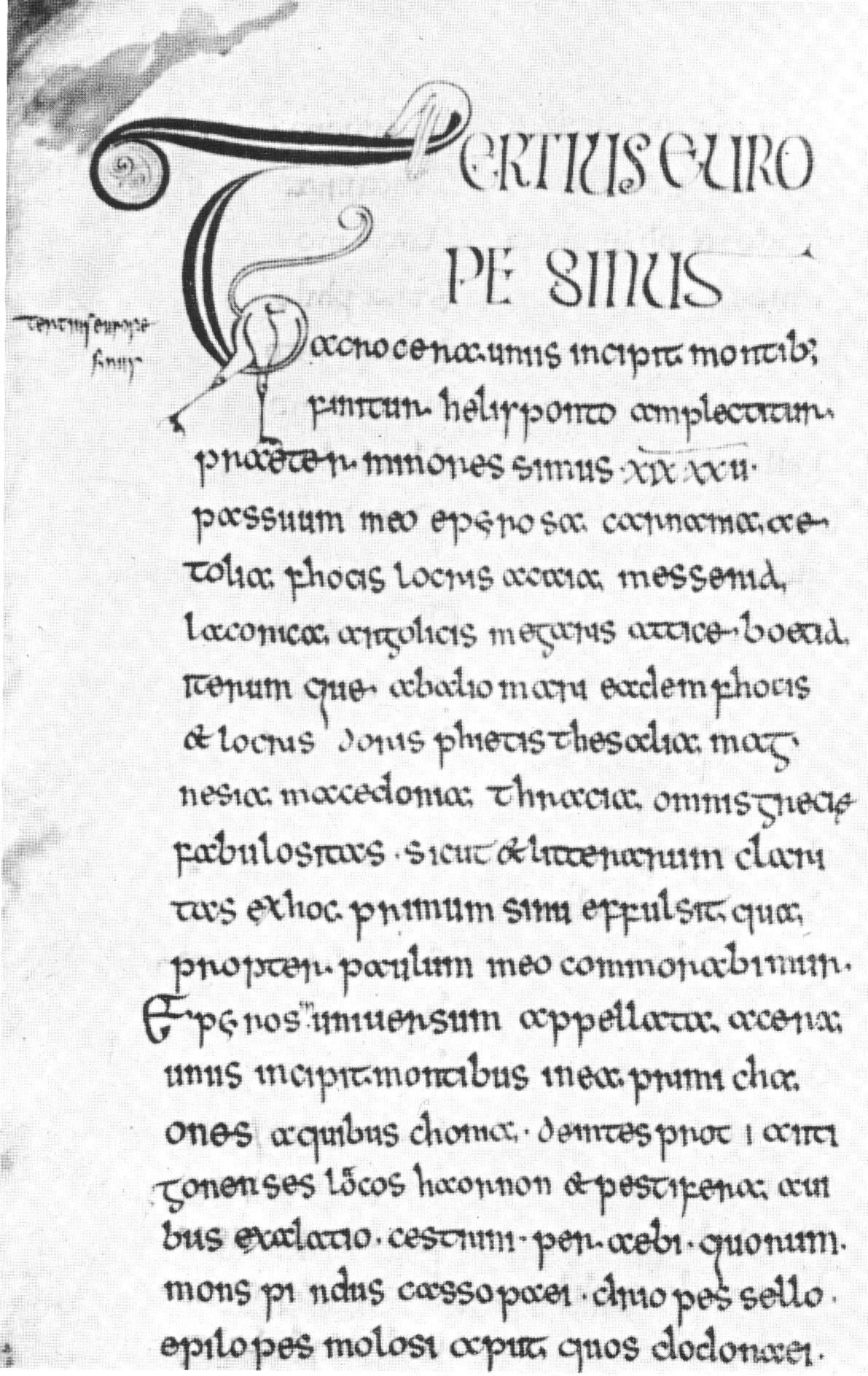
Der Anfang des 4. Buches der Naturalis historia in der Handschrift Leiden, Bibliothek der Rijksuniversiteit, Voss. Lat. F. 4, fol. 20v (erste Hälfte des 8. Jahrhunderts)

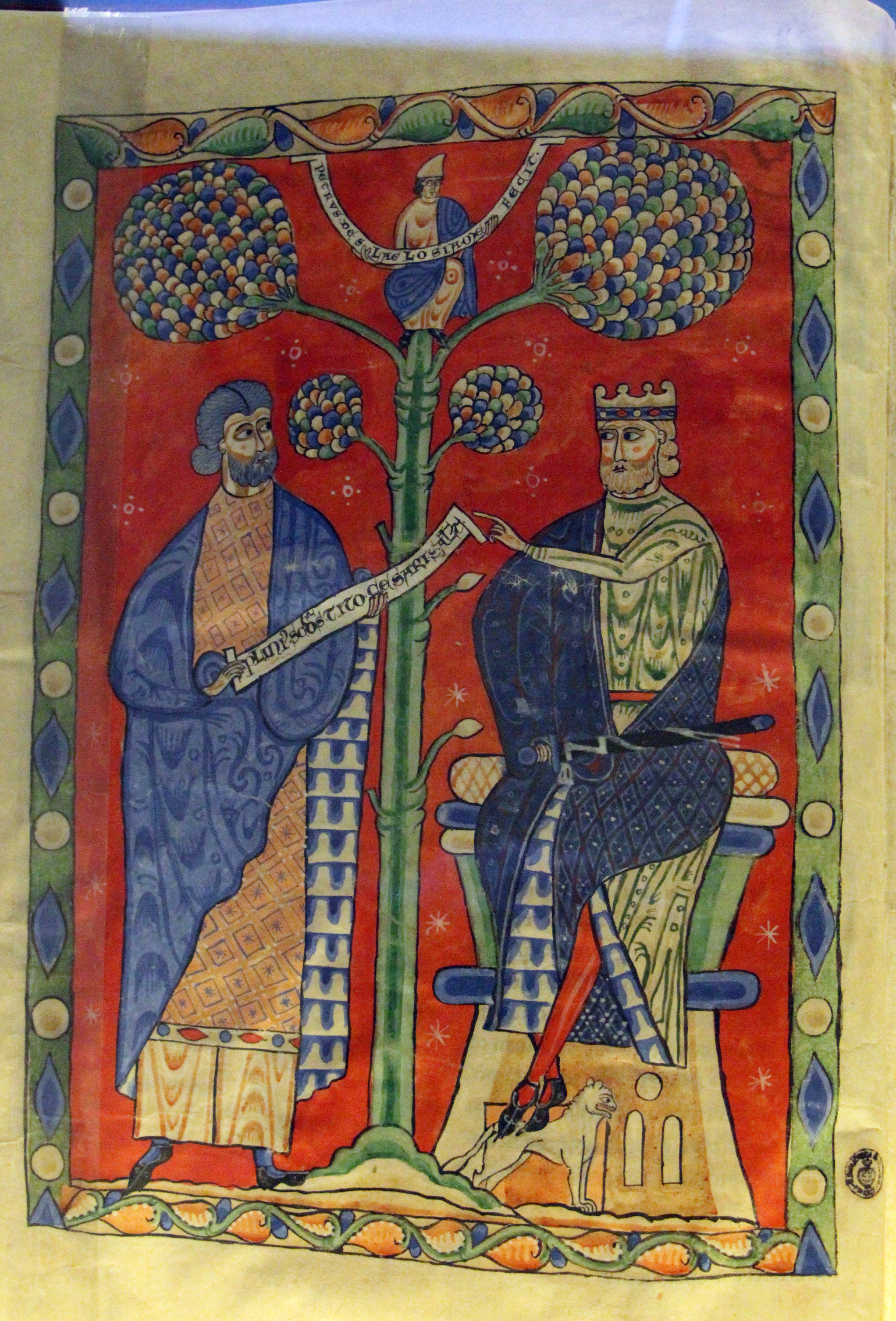
Plinius (links) überreicht Kaiser Titus ein Schriftband mit der Widmung seines Werks. Buchmalerei in einer Handschrift der Naturalis historia. Florenz, Biblioteca Medicea Laurenziana, Plut. 82.1, fol. 2v (Anfang des 13. Jahrhunderts)

### Antike
Das Werk Plinius’ des Älteren wurde bereits von Zeitgenossen des Autors rezipiert. Quintilian lag beispielsweise bei der Abfassung seiner Institutio oratoria die Naturalis historia vor. Zudem basieren seine Ausarbeitungen auf Plinius’ verlorenem rhetorischem Werk. Später beriefen sich Apuleius und Aulus Gellius auf Plinius. Solinus verfasste eine Kompilation der Bücher 3–13 und 37 der Naturalis historia. Damit zeigte sich bereits in der antiken Rezeption von Plinius’ Œuvre die Wichtigkeit der Naturalis historia.

### Mittelalter
Im 7. Jahrhundert berief sich Bischof Isidor von Sevilla in seinen Etymologiae auf Plinius’ Naturalis historia und ahmte ihren Werkaufbau nach. Isidor muss eine genaue Textkenntnis der Naturalis historia gehabt haben, sodass er in seinem Werk deren Struktur imitieren konnte. Dennoch ist in der Forschung strittig, ob ihm eine Originalhandschrift oder nur eine indirekte Überlieferung vorlag. Die Ausführungen Isidors folgen vor allem in den Bereichen Kosmologie, Zoologie, Geographie und Edelsteine der Naturgeschichte des Plinius. Im Zeitraum vom 8. bis zum 11. Jahrhundert wurde die Naturalis historia zumeist indirekt über verschiedene enzyklopädische Werke und Exzerpte zitiert.
Ein großes Interesse an Handschriften der Naturalis historia bildete sich im 11. Jahrhundert heraus. Vor allem Kleriker in Klöstern beschäftigten sich unter philologischen Aspekten mit der Naturalis historia, zum Beispiel strebte Gerbert von Reims eine Verbesserung des Plinius-Werkes an. Andere wie Abbo setzten sich mit einzelnen Abschnitten der Naturalis historia auseinander. Der Mönch Oliva berief sich in seiner Enzyklopädie über die Zeitmessung auf Plinius’ Naturalis historia.
Diese Hochschätzung des antiken Werkes blieb auch im 12. Jahrhundert gewahrt. Für die Erstellung seiner Imago Mundi nutzte der Benediktinermönch Honorius Augustodunensis die Naturalis historia. Zudem wurden bedeutende Sammlungen zu bestimmten naturwissenschaftlichen Themen auf der Grundlage der Naturalis historia ausgearbeitet. Es wurde ein Pflanzenverzeichnis in Clairvaux und von Hildegard von Bingen eine Arbeit über die Heilkraft von Steinen verfasst. Die Naturalis historia wurde nun auch als Lehrbuch an den Schulen von Chartres, Laon und Oxford verwendet. Dafür wurde sie beispielsweise von Robert von Cricklade eigens bearbeitet. Im Auftrag König Heinrichs II. wurde 1154 das Buch in einem christlichen Sinne umgeschrieben, dieser Versuch einer Zensur wurde jedoch nicht akzeptiert. Die Naturgeschichte wurde weiterhin direkt rezipiert und in wissenschaftlichen Texten zitiert.
Im 13. Jahrhundert überlagerten aristotelische Schriften die Plinius-Rezeption. Zusätzliches Wissen aus der Antike kam nun zum Tragen, nachdem im 12. Jahrhundert Übersetzerschulen wie die Übersetzerschule von Toledo arabisch tradierte griechische Schriften ins Lateinische übertragen hatten.
Im 14. Jahrhundert wurde die Naturalis historia zunehmend textkritisch betrachtet und ihr Informationswert wissenschaftlich in Frage gestellt. Francesco Petrarca überprüfte beispielsweise in den Büchern 1–15 und 25–37 die geografischen und antiquarischen Angaben sowie die Ortsnamen und die Beschreibung der Monumente. Auch Giovanni Boccaccio beschäftigte sich textkritisch mit dem Werk.
Im 15. Jahrhundert richtete sich die Aufmerksamkeit auf die kosmographischen Bücher. So bezog sich der Kardinal Pierre d’Ailly in seiner Schrift Imago Mundi auf das ptolemäische Weltbild und ergänzte dieses mit Aspekten der Naturalis historia. Olaus Magnus widerlegte in seiner Historia de gentibus septentrionalibus Plinius’ Vorstellung eines alter orbis. Trotz vereinzelter kritischer Texte bewahrte die Naturalis historia jedoch ihr Prestige.
Während die Naturalis historia im Mittelalter stark rezipiert wurde, fanden die anderen Schriften des Plinius relativ wenig Beachtung. Insbesondere in den Bereichen Kosmografie, Geografie und Medizin galt die Naturalis historia als große Autorität. Die Schulmedizin seiner Zeit betrachtet Plinius, dessen Naturgeschichte eine wichtige Quelle zur antiken Volksmedizin darstellt, kritisch. Es gab über 200 Handschriften in ganz Europa, zahlreiche Handschriften sind erhalten geblieben. Durch diese ununterbrochene und breite Rezeption verdrängte die Naturalis historia andere enzyklopädische Werke. Sie kann als kanonisch bezeichnet werden, da Gelehrte des Mittelalters sie in der Regel rezipierten, entweder direkt oder indirekt über darauf aufbauende Werke, beispielsweise von Isidor. Zudem wurde der Text als Lehrbuch an Gelehrtenschulen eingesetzt. Aufgrund ihrer enormen Bedeutung im Mittelalter kann die Naturalis historia als wertvollste Quelle der Wissenschaftsgeschichte eingeschätzt werden.

### Frühe Neuzeit

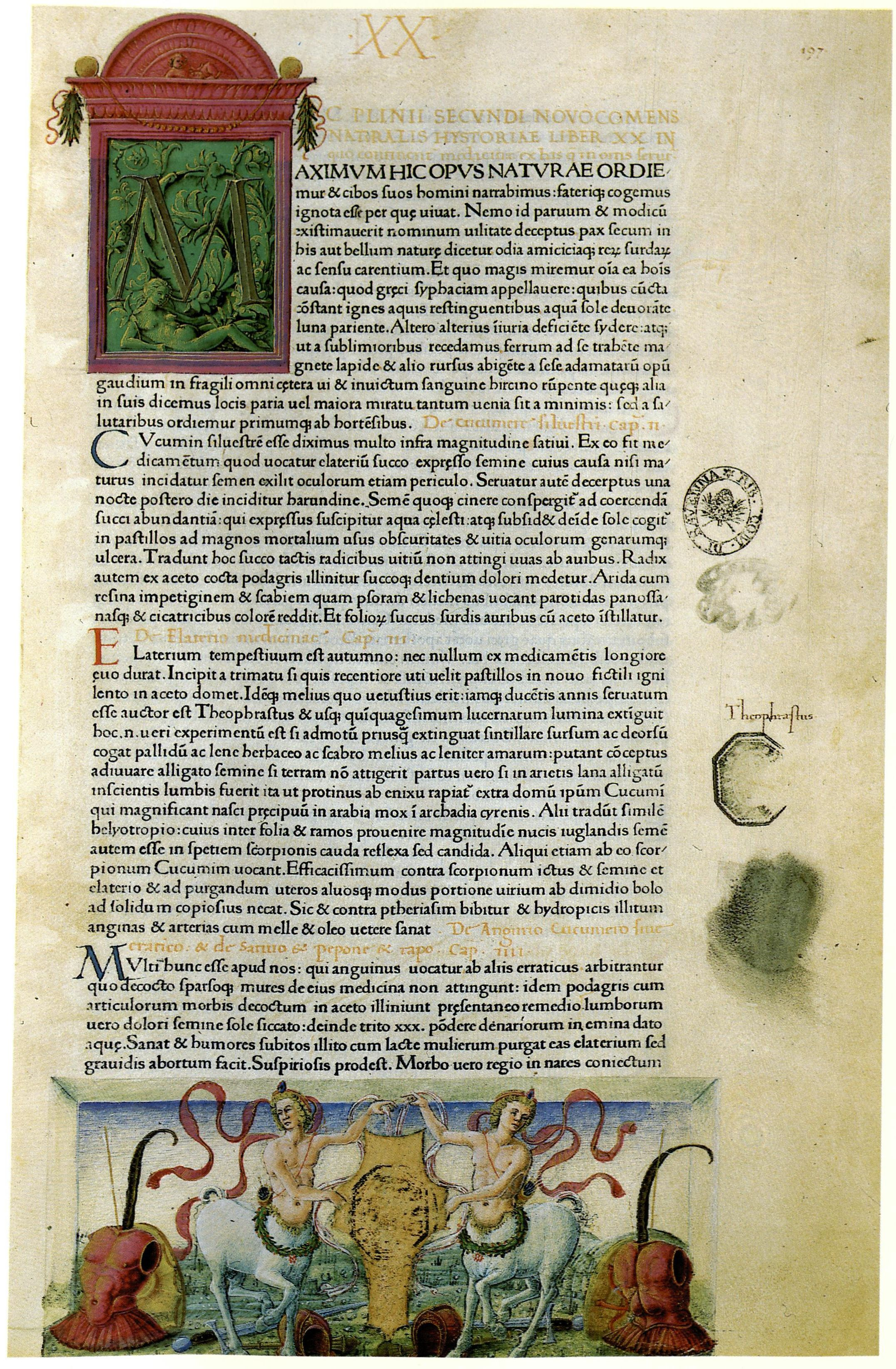
Eine Seite der Naturalis historia in der Inkunabel von 1469

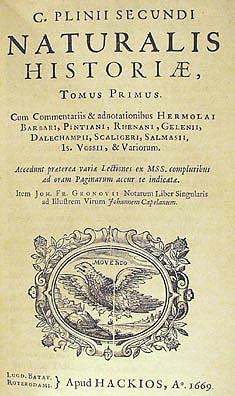
Titelseite der Naturalis historia, Ausgabe von 1669

Zahlreiche Humanisten rezipierten das Werk auch schon vor dem Druck; Leon Battista Alberti z. B. in seinem bahnbrechenden Traktat De pictura / Della pittura. Im Jahr 1469 wurde der lateinische Erstdruck Historiae naturalis libri XXXVII in Venedig von Johannes und Wendelin von Speyer aufgelegt. Zwischen 1469 und 1599 wurden mehr als 50 Gesamtausgaben herausgegeben. Zwischen 1469 und 1799 erschienen insgesamt 222 vollständige und 281 Auswahlausgaben der Naturalis historia.
Die erste deutschsprachige (Teil-)Übersetzung der Bücher 7 bis 11 wurde von Heinrich von Eppendorff angefertigt und 1543 in Straßburg unter dem Titel Natürlicher History Fünff Bücher gedruckt; sie fand jedoch nur wenig Beachtung. Ganz anders die Übersetzung des Theologen Johann Heyden (Caij Plinij Secundi, Des fürtrefflichen Hochgelehrten Alten Philosophi Bücher und schrifften von der Natur, art und eigenschafft der Creaturen oder Geschöpffe Gottes), die 1565 in Frankfurt am Main erschien und über 200 Holzschnitte von Jost Amman enthielt.

### Moderne
Die wissenschaftliche Qualität der Naturalis historia ist in der Moderne teils sehr ungünstig beurteilt worden. Im 19. Jahrhundert diskreditierten Gelehrte wie Theodor Mommsen oder Arthur Schopenhauer das Werk. Bei Dichtern und Schriftstellern hat es jedoch einige Beachtung gefunden. Auch für den deutschen Universalgelehrten Alexander von Humboldt war das Werk eine Inspiration für die Konzeption des Kosmos – Entwurf einer physischen Weltbeschreibung, auch wenn er die mangelnde Empirie kritisierte.
Vor allem in der romanischen Literatur finden sich in literarischen Werken bei Gustave Flaubert, Jorge Luis Borges und Italo Calvino Bilder der Naturgeschichte des Plinius. Beispielsweise steht Gustave Flauberts Leçon d’histoire naturelle eindeutig in dieser Tradition. In der Gegenwart ist das Werk des Plinius Gegenstand philologischer und anthropologischer Studien.

## Ausgaben und Übersetzungen
- C[aius] Plinius Secundus d[er] Ä[ltere]: Naturkunde Lateinisch-deutsch. Sammlung Tusculum. Hrsg. und übersetzt von Roderich König in Zusammenarbeit mit Joachim Hopp (ab Band 23), Gerhard Winkler und Wolfgang Glöckler, 37 Bücher (und Register) in 32 Bänden. Artemis & Winkler, München, ab Band XXVI/XXVII auch Zürich und Heimeran 1973–2004 (auch Wissenschaftliche Buchgesellschaft, Darmstadt, und Patmos, Düsseldorf), ISBN 3-7608-1618-5 (Leseausgabe des lateinischen Textes mit Übersetzung und Erläuterungen).
- Detlef Detlefsen (Hrsg.): C. Plinii Secundi Naturalis historia. I–VI (in 3 Bänden). Weidmann, Berlin 1866–1882; Nachdruck: Olms, Hildesheim 1992.
- Karl Mayhoff (Hrsg.): C. Plini Secundi naturalis historiae libri XXXVII. Teubner, Stuttgart und Saur, München 1967–2002 (Nachdruck der maßgeblichen lateinischen Leipziger Edition von 1892–1909 in 6 Bänden); Online-Ausgabe: De Gruyter, Berlin 2013.
- Die Naturgeschichte des Cajus Plinius Secundus. Ins Deutsche übersetzt und mit Anmerkungen versehen von Georg Christoph Wittstein. 6 Bände, Gressner & Schramm, Leipzig 1881/82; Neuauflage, hrsg. von Lenelotte Möller und Manuel Vogel. 2 Bände. Marix, Wiesbaden 2007, ISBN 978-3-86539-144-5.